# رزگاه (لریک)
رزگاه (به لاتین: Rəzgov) یک منطقه مسکونی در جمهوری آذربایجان است که در شهرستان لریک واقع شده است. رزگاه ۳۱۵ نفر جمعیت دارد.

## ریشه واژه
رَز در زبان تالشی به‌معنی سیاه یا تیره و قو همان پسوند مکان گاه در زبان فارسی است و معنای کامل آن زمین یا ناحیه تیره است.